# FOXO4

## Структура и функция
Белок FOXO4 является членом семейства транскрипционных факторов Forkhead подкласса О, характеризующегося доменом «крылатая спираль», который используется для связывания ДНК. Существует 4 члена семейства FOXO, включая FOXO1, FOXO3 и FOXO6. Их активность модифицируется многими посттрансляционными процессами, такими как фосфорилирование, убиквитинирование и ацетилирование. В зависимости от этого модифицированного состояния, аффинность связывания FOXO4 с ДНК изменяется, что позволяет FOXO4 регулировать многие клеточные пути, включая сигнализацию оксидативного стресса, продолжительность жизни, инсулиновую сигнализацию, прогрессию клеточного цикла и апоптоз. Двумя из главных регуляторов активности FOXO4 против хода транскрипции являются фосфоинозитид-3-киназа (PI3K) и серин / треонин-киназа AKT / PKB. И PI3K, и AKT модифицируют FOXO4 и препятствуют его перемещению в ядро, эффективно предотвращая транскрипцию целей FOXO, расположенных по ходу транскрипции.

## Клиническая значимость

### Связь с долголетием
Было выявлено, что факторы транскрипции FOXO являются нисходящими (расположенными по ходу транскрипции) эффекторными молекулами сигнального пути инсулиноподобного фактора роста. В отсутствие инсулина, PI3K неактивен, поэтому гомолог FOXO, daf-16 способен транслоцироваться в ядро и включать многие генетические пути, связанные с долголетием у круглого червя Caenorhabditis elegans. Активация FOXO этих путей приводит к увеличению продолжительности жизни червей, мух, мышей; аналогичные варианты FOXO3a были также связаны с более продолжительной жизнью людей.

### Рак
Было установлено, что различные виды рака содержат мутации, которые способствуют фосфорилированию АКТ (протеинкиназы В) и, таким образом, способствуют инактивации транскрипционных факторов FOXO, тем самым препятствуя правильной регуляции клеточного цикла. Фактор транскрипции FOXO4 активирует ингибитор киназы P27, зависящий от клеточного цикла, который, в свою очередь, предотвращает прогрессирование опухолей в фазу G1. В HER-2 положительных опухолевых клетках  увеличение активности фактора транскрипции FOXO4 уменьшает размер опухоли. Было обнаружено, что хромосомные транслокации  фактора транскрипции FOXO4 являются причиной острого лейкоза. Слитые белки, образованные этими транслокациями, не обладают ДНК-связывающим доменом, что приводит к потере функции белка.
В случае с раком желудка было обнаружено,  что при инвазивном раке, который уже прогрессировал в лимфатические узлы, наблюдалось снижение уровня матричной РНК транскрипционного фактора FOXO4 по сравнению с раковыми опухолями, которые  оставались в месте изначальной локализации. 
При сравнении с нормальной тканью, в эпителии при раке желудка наблюдались более низкие уровни фактора транскрипции FOXO4, расположенные в ядре, что согласуется с меньшей эффекторной активностью фактора транскрипции FOXO4 и функцией FOXO4 в качестве супрессора канцерогенных свойств. Он делает это, вызывая остановку клеточного цикла между фазами Go и S, предотвращая пролиферацию клеток, а также путем подавления процесса метастаза, снижая содержание виментина. Эти результаты согласуются с тем, что фактор транскрипции FOXO4 играет роль в ингибировании эпителиально-мезенхимального перехода.
В случае с  немелкоклеточной карциномой легких наблюдаются различные уровни FOXO4, которые соответствуют определённой стадии рака; в худших случаях наблюдалось наименьшее содержание FOXO4, тогда как в менее тяжелых случаях наблюдался более высокий уровень FOXO4. Как и при раке желудка, при этих видах рака с самым низким содержанием FOXO4 также наблюдалось и самое низкое содержание  белка Е-кадгерина и самые высокие уровни белка виментина, что согласуется с действием FOXO4 как супрессора фенотипа эпителиально-мезенхимального перехода.
В некоторых опухолях обнаруживается химерный белок CIC-FOXO4, образованный в результате хромосомной транслокации.